# Ananteris guyanensis
Espèce
Ananteris guyanensis est une espèce de scorpions de la famille des Ananteridae.

## Distribution
Cette espèce est endémique de Guyane. Elle se rencontre vers Mana et la réserve naturelle nationale de la Trinité.

## Description
Les mâles mesurent de 20,5 à 23,7 mm et les femelles de 29,3 à 32,2 mm.

## Systématique et taxinomie
Cette espèce a été décrite par Lourenço et Monod en 1999.

## Étymologie
Son nom d'espèce, composé de guyan[e] et du suffixe latin -ensis, « qui vit dans, qui habite », lui a été donné en référence au lieu de sa découverte, la Guyane.

## Publication originale
- Lourenço & Monod, 1999 : « A new species of Ananteris Thorell from French Guyana (Scorpiones, Buthidae). » Revue Suisse de Zoologie, vol. 106, no 2, p. 301-306 (texte intégral).